# Jemensko-omanska granica
Jemensko-omanska granica duga je 294 km i 183 m i proteže se od tromeđe sa Saudijskom Arabijom na sjeveru do Arapskog mora na jugu.

## Opis
Granica se u osnovi sastoji od jedne ravne crte orijentirane SZ-JI, od tromeđe sa Saudijskom Arabijom na sjeveru do obale Arapskog mora kod Ras Darbat Alija. Iznimka je malo trokutasto odstupamje otprilike na polovici granične crte, koji se urezuje u Jemen tako da grad Habarut ostavlja unutar granica Omana. Topografski granica prolazi pustinjom Rub' al Khali na sjeveru i Jabal Qamar u planinama Dhofar na jugu.

## Povijest
Daleko istočno od današnjeg Jemena povijesno se formirao Sultanat Mahra, koji je postao dio britanskog protektorata Aden 1866. godine, premda je pritom zadržao određeni stupanj autonomije. U tom je razdoblju Oman bio pod neformalnim britanskim protektoratom. Oman je učvrstio svoju vlast nad jugozapadnom regijom Dhofar 1829. godine. Granica između Adena i Omana nije demarkirana tijekom kolonijalnog razdoblja, iako dokumenti britanske vlade pokazuju da je rt Ras Darbat Ali bio definiran kao najzapadnija točka Omana već u periodu 1933. – 35, uz napomenu u dokumentu britanske vlade da "se u tom trenutku smatralo da to pitanje nije od velike važnosti" U britanskom pismu iz 1947. godine navodi se da je "na karti jugoistočne Arabije 1: 2 000 000 granica prikazana zapadno od rta Ras Dharbar Ai, ali nije poznato na temelju kojeg autoriteta je to ucrtano. Planina se lokalno smatra granicom između zemlje Dhofar i zemlje Mahra na obali, iako nije jasno u kojoj mjeri se to primjenjuje u unutrašnjosti."
U periodu 1962. – 3. Kolonija Aden podijeljena je na Federaciju Južne Arabije na zapadu i Južnoarapski Protektorat na istoku, a oba entiteta su ostala pod britanskom zaštitom. Nakon pobune u regiji, Britanija se u potpunosti povukla iz Adena i dva su se protektorata spojila, stekavši neovisnost kao Južni Jemen 1967. godine. Komunisti su preuzeli vlast 1969. godine, preimenujući zemlju u 'Narodnu Demokratsku Republiku Jemen' i ukidajući tradicionalnu poluautonomiju sultana Mahre. Sjeverni Jemen u to je vrijeme ostao zasebna država. Granica južnog Jemena s Omanom ostala je nefefinirana, a odnosi između dviju država pogoršali su se tijekom pobune u Dhofaru, jer je Južni Jemen dopustio komunističkim pobunjenicima iz Dhofara da imaju baze na njihovom teritoriju, što je za posljedicu imalo nekoliko prekograničnih okršaja. Odnosi su se poboljšali 1980-ih, a dvije su države uspostavile diplomatske odnose 1983.
Nakon sloma komunističke vlade u Južnom Jemenu i naknadnog ujedinjenja sa Sjevernim Jemenom 1990. godine, 1. listopada 1992. potpisan je sporazum o granici između Omana i Jemena kojim je granica finalizirana na trenutnom položaju. Pogranično područje je od tada, tijekom raznih građanskih ratova u Jemenu, uglavnom bilo mirno. Tijekom trenutnog rata granica je ostala pod nadzorom vlade Jemena, iako postoje izvještaji o krijumčarenju oružja preko granice, te omanskom i saudijskom uplitanju u jemensku muhafazu Al Mahra.

## Granični prijelazi
Dva su glavna prijelaza: na Shahan (JEM) - Al-Mazyunah (OMN) na sjeveru i Hawf (JEM) - Sarfait (OMN) na jugu.